# Klassefesten - en historie i fire episoder
Klassefesten - en historie i fire episoder er en dansk undervisningsfilm fra 1982 med ukendt instruktør.

## Handling
Denne artikel mangler et handlingsreferat. Hjælp os med at skrive det.